# 日本ホームパーティー協会
一般社団法人 日本ホームパーティー協会（いっぱんしゃだんほうじん にほんホームパーティーきょうかい）は、ホームパーティーの普及と情報発信をすべく、2012年に設立された団体である。

## 概要
2012年に「一般社団法人日本ホームパーティー協会」として設立。日本のホームパーティーカルチャーの普及と、ホームパーティーをお手伝いするプロフェッショナルとしての仕事を生み出すことで、ホームパーティーを通した社会貢献も目的とする。事業内容の詳細として、は「ホームパーティー」に関する優秀な商品の認定と開発。資格者の育成、検定に伴うスクールの開発。ホームパーティースペースとユーザーとのマッチングなどをはじめとする、日本のホームパーティー文化の普及と情報発信。を挙げている。

## 資格試験・検定
ホームパーティーを開催するために必要な知識と技術を正しく身につけ、ゲストに喜ばれるパーティーを開くことができるスペシャリストを認定するという目的により、ホームパーティー検定を設置。資格試験の実施を行っている。

## アンバサダー制度
日本のホームパーティーカルチャーの普及のための制度として、料理研究家、スタイリスト、テーブルコーディネーター、ソムリエ、芸能人など各界のホームパーティー好きを任命している。
- 有村昆

## メディア出演

### テレビ番組
- テレビ東京　 ワールドビジネスサテライト[4]
- TOKYO MX　ひるキュン！
- 日本テレビ　月曜から夜ふかし
- 日本テレビ　ズームイン!!サタデー
- TBS　ぴったんこカンカン
- フジテレビ　みんなのニュース
- フジテレビ　キスマイBUSAIKU!?
- フジテレビ　TOKIOカケル
- テレビ東京　ホムパラ
- 中京テレビ　news every. (中京テレビ)
- 讀賣テレビ放送　オンナの本音！境界線バラエティやすとものキワキワライン３

### 新聞・雑誌・Web
- ウォール・ストリート・ジャーナル [5]
- 日本経済新聞[6]
- 朝日新聞
- AERA
- 日経MJ
- 東京ウォーカー
- 週刊東洋経済[7]
- ダイム[8][9]
- macaroni[10]
- サンケイリビング[11]
- Yes magazine／サッポロビール[12]
- UPGRADE／ハイアール[13]
- LifeHacker[14]<
- ANGIE[15]
- Cazal[16]
- PEACH JHON THE MAGAZINE[17][18]
- TOKYO KAWAII MEDIA[19]
- エキサイトBit[20]
- エンタメウィーク[21]
- ニュースウォーカー[22]
- Suits[23]